# Physalis viscosa
El camambú (Physalis viscosa) és una espècie de planta solanàcia. És planta nativa d'Amèrica del Sud i s'ha introduït en altres llocs, de vegades es considera com mala herba, encara que els seus fruits són comestibles i són emprats en la medicina tradicional. Pot créixer en diversos hàbitats incloent els llocs pertorbats.
És una herbàcia perenne amb un rizoma, produeix tiges piloses de fins a 40 cm de llargada. les fulles són ovals de 3 a 5 cm de llargada. Les flors són amb forma de campana d'1,5 cm de diàmetre. El fruit té forma de llanterna de 2 a 3 cm de llargada i dins onté una baia.